# Coup de cœur, coup de foudre

Coup de cœur, coup de foudre (Perfect Strangers) est un téléfilm britannique diffusé en 2004.

## Fiche technique
- Réalisation : Robin Shepperd
- Scénario : Simon Booker
- Pays d'origine : États-Unis
- Genre : Comédie romantique

## Synopsis
Lloyd Rockwell, résidant à New York, et Susie Wilding, londonienne, travaillent tous deux pour la même agence de publicité. Dans le cadre d'un programme d'échange, ils vont chacun résider dans l'appartement de l'autre, sans se croiser et communiquant exclusivement par téléphone. Le jour où ils se rencontreront enfin, ce sera le coup de foudre…

## Distribution
- Rob Lowe (V. F. : Emmanuel Curtil) : Lloyd Rockwell
- Anna Friel (V. F. : Sylvie Jacob) : Susie Wilding
- Khandi Alexander (V. F. : Annie Milon) : Christie Kaplan
- Sarah Alexander (V. F. : Laura Blanc) : Alix Mason
- Jennifer Baxter (V. F. : Véronique Picciotto) : Betsy
- Jane Luk (V. F. : Céline Ronté) : Dee Dee
- Gabriel Hogan (V. F. : Xavier Fagnon) : Harvey Truelove
- Jason Blicker (V. F. : Marc Saez) : JJ Katz
- Colin Fox (V. F. : Pierre Hatet) : Sir Nigel